# Iwan Sirko

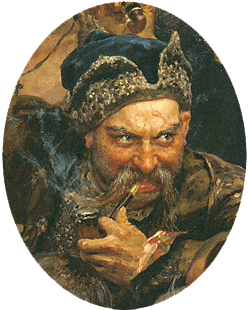
Iwan Sirko; Detail aus Ilja Repins Gemälde Die Saporoger Kosaken schreiben dem türkischen Sultan einen Brief (1891)

Iwan Dmytrowytsch Sirko (ukrainisch Іван Дмитрович Сірко; * ca. 1605/10 in Murafa; † 1680 in Hruschiwky) war ein ukrainischer Ataman der Saporoger Kosaken und eine Figur, um die in der Nachfolgezeit viele Legenden geschaffen wurden. Iwan Sirko inspirierte im 19. Jahrhundert den russischen Maler Ilja Repin zu dessen bekanntem Bild Die Saporoger Kosaken schreiben dem türkischen Sultan einen Brief.

## Leben
Iwan Sirko kam 1654 in die Saporoger Sitsch. Im Jahr 1659 kämpfte er gemeinsam mit dem russischen Fürsten und Woiwoden Alexei Trubezkoi gegen das Krim-Khanat. Im Jahr 1663 wurde Iwan Sirko zum Hetman der Saporoger Kosaken und gewann in Allianz mit Russland mehrere Schlachten gegen Polen, Krimtataren und den Hetman Petro Doroschenko. Trotz seiner pro-russischen Orientierung misstraute und hasste er den Moskau-freundlichen Hetman Iwan Brjuchowezkyj. 1668 zwang diese Rivalität Iwan Sirko sogar dazu, kurzzeitig die Seiten zu wechseln und Doroschenko in seinem Kampf gegen „moskowitische Bojaren und Woiwoden“ zu unterstützen. Trotzdem leistete Sirko bereits 1670 wieder einen Treueeid dem russischen Zaren Alexei I. Danach eroberte er die osmanische Festung Otschakiw und kämpfte erneut gegen Doroschenko.
Nach der Absetzung von Demjan Mnohohrischnyj im März 1672 nahm Sirko den Kampf um den Hetman-Titel auf, wurde jedoch vom Zaren nach Tobolsk in Sibirien geschickt. 1673 kam er zurück in die Ukraine und kämpfte erneut gegen Tataren und Türken. Diesmal nahm er die Festungen Arslan ein sowie zum zweiten Mal Otschakow.
Im Jahr 1675 besiegten die Saporoger Kosaken die Osmanen in einer großen Schlacht. Trotzdem verlangte der türkische Sultan Mehmed IV. ihre Unterordnung unter die Osmanenherrschaft. Der Legende nach antworteten die Kosaken in einer ungewöhnlichen Art und Weise: Sie schrieben ihm einen Antwortbrief mit Beleidigungen und Obszönitäten.

## Nachwirkung
Nach seinem Tod wurde Iwan Sirko zu einem der beliebtesten Hetmanen in der ukrainischen Geschichte und zum Helden vieler Mythen, Volkslieder und Gedichte.
Sein Grab befindet sich in der Stadt Nikopol am Kachowkaer Stausee.